# WrestleMania 38
WrestleMania 38 war eine zweitägige Wrestling-Veranstaltung der WWE, die auf dem WWE Network und dem Streaming-Portal Peacock ausgestrahlt wurde. Sie fand am 2. und 3. April 2022 im AT&T Stadium in Arlington, Texas, Vereinigte Staaten statt. Es war die 38. Austragung dieser Großveranstaltung unter dem Namen WrestleMania seit März 1985.

## Hintergrund
Im Vorfeld der Veranstaltung wurden vierzehn Matches angesetzt.
Diese resultierten aus den Storylines, die in den Wochen vor WrestleMania 38 bei Raw und SmackDown, den wöchentlichen auf dem WWE Network ausgestrahlten Shows der WWE gezeigt wurden.

## Ergebnisse der ersten Nacht
| Matchart                                              |                                    |      |                                                 | Zeit  |
| ----------------------------------------------------- | ---------------------------------- | ---- | ----------------------------------------------- | ----- |
| Tag-Team-Match um die SmackDown Tag Team Championship | The Usos Jimmy Uso und Jey Uso (C) | bes. | Shinsuke Nakamura und Rick Boogs                | 6:52  |
| Singles-Match                                         | Drew McIntyre                      | bes. | Happy Corbin                                    | 8:38  |
| Tag-Team-Match                                        | The Miz und Logan Paul             | bes. | The Mysterios Dominik Mysterio und Rey Mysterio | 11:16 |
| Singles-Match um die Raw Women’s Championship         | Bianca Belair                      | bes. | Becky Lynch (C)                                 | 19:07 |
| Singles-Match                                         | Cody Rhodes                        | bes. | Seth Rollins                                    | 21:30 |
| Singles-Match um die SmackDown Women’s Championship   | Charlotte Flair (C)                | bes. | Ronda Rousey                                    | 18:20 |
| No-Holds-Barred-Match                                 | Steve Austin                       | bes. | Kevin Owens                                     | 13:57 |

## Ergebnisse der zweiten Nacht
| Matchart |                                   |      |                                                                                            | Zeit  |
| --- | --------------------------------- | ---- | ------------------------------------------------------------------------------------------ | ----- |
| Triple-Threat-Tag-Team-Match um die Raw Tag Team Championship                                                  | RK-Bro Randy Orton und Riddle (C) | bes. | The Street Profits Angelo Dawkins und Montez Ford sowie Alpha Academy Chad Gable und Otis  | 11:32 |
| Singles-Match                                                                                                  | Bobby Lashley                     | bes. | Omos                                                                                       | 6:33  |
| Anything-Goes-Match                                                                                            | Johnny Knoxville                  | bes. | Sami Zayn                                                                                  | 14:25 |
| Fatal-Four-Way-Tag-Team-Match um die WWE Women’s Tag Team Championship                                         | Sasha Banks und Naomi             | bes. | Queen Zelina und Carmella (C), Rhea Ripley und Liv Morgan sowie Natalya und Shayna Baszler | 10:45 |
| Singles-Match                                                                                                  | Edge                              | bes. | AJ Styles                                                                                  | 24:25 |
| Tag-Team-Match                                                                                                 | Ridge Holland und Sheamus         | bes. | The New Day Kofi Kingston und Xavier Woods                                                 | 1:40  |
| Singles-Match                                                                                                  | Pat McAfee                        | bes. | Austin Theory                                                                              | 9:39  |
| Singles-Match                                                                                                  | Vince McMahon                     | bes. | Pat McAfee                                                                                 | 3:45  |
| Champion vs. Champion Winner Take All Unification Match um die WWE Championship und WWE Universal Championship | Roman Reigns (C)                  | bes. | Brock Lesnar (C)                                                                           | 19:20 |

| Funktion      | Name               |
| ------------- | ------------------ |
| Kommentatoren | Byron Saxton       |
| Kommentatoren | Corey Graves       |
| Kommentatoren | Michael Cole       |
| Kommentatoren | Pat McAfee         |
| Kommentatoren | Jimmy Smith        |
| Pre-Show      | Kayla Braxton      |
| Pre-Show      | Peter Rosenberg    |
| Pre-Show      | Booker T           |
| Pre-Show      | Kevin Patrick      |
| Pre-Show      | JBL                |
| Pre-Show      | Jerry Lawler       |
| Pre-Show      | Akbar Gbajabiamila |
| Ringansager   | Mike Rome          |
| Ringansager   | Samantha Irvin     |

## Besonderheiten
- Dies war die dritte WrestleMania in Folge, welche an zwei Tagen stattfand.
- Das Match zwischen The New Day Kofi Kingston und Xavier Woods und Ridge Holland und Sheamus fand aus zeitlichen Gründen nicht in der ersten Nacht statt und wurde auf die zweite Nacht verschoben.[2]